# Fiat Cinquecento
Fiat Cinquecento (cinquecento po włosku: „pięćset”) – samochód osobowy klasy aut najmniejszych, produkowany przez włoską markę Fiat w latach 1991–1998 w polskiej fabryce w Tychach. Został wprowadzony na rynek jako następca modelu 126, od którego odróżniał się przede wszystkim zastosowaniem przedniego napędu. Dostępny był tylko jako 3-drzwiowy hatchback. Napędzany był rzędowymi, 2- lub 4-cylindrowymi silnikami benzynowymi o pojemności 0,7 – 1,1 l i mocy 30 – 55 KM oraz silnikiem elektrycznym o mocy 9,2 kW (powstało ok. 100 egzemplarzy Cinquecento z napędem elektrycznym), zblokowanymi z 4- lub 5-biegową ręczną skrzynią biegów. Wyprodukowano 1 164 525 egzemplarzy modelu Cinquecento, z czego ponad 863 tysiące wyeksportowano.

## Opis modelu

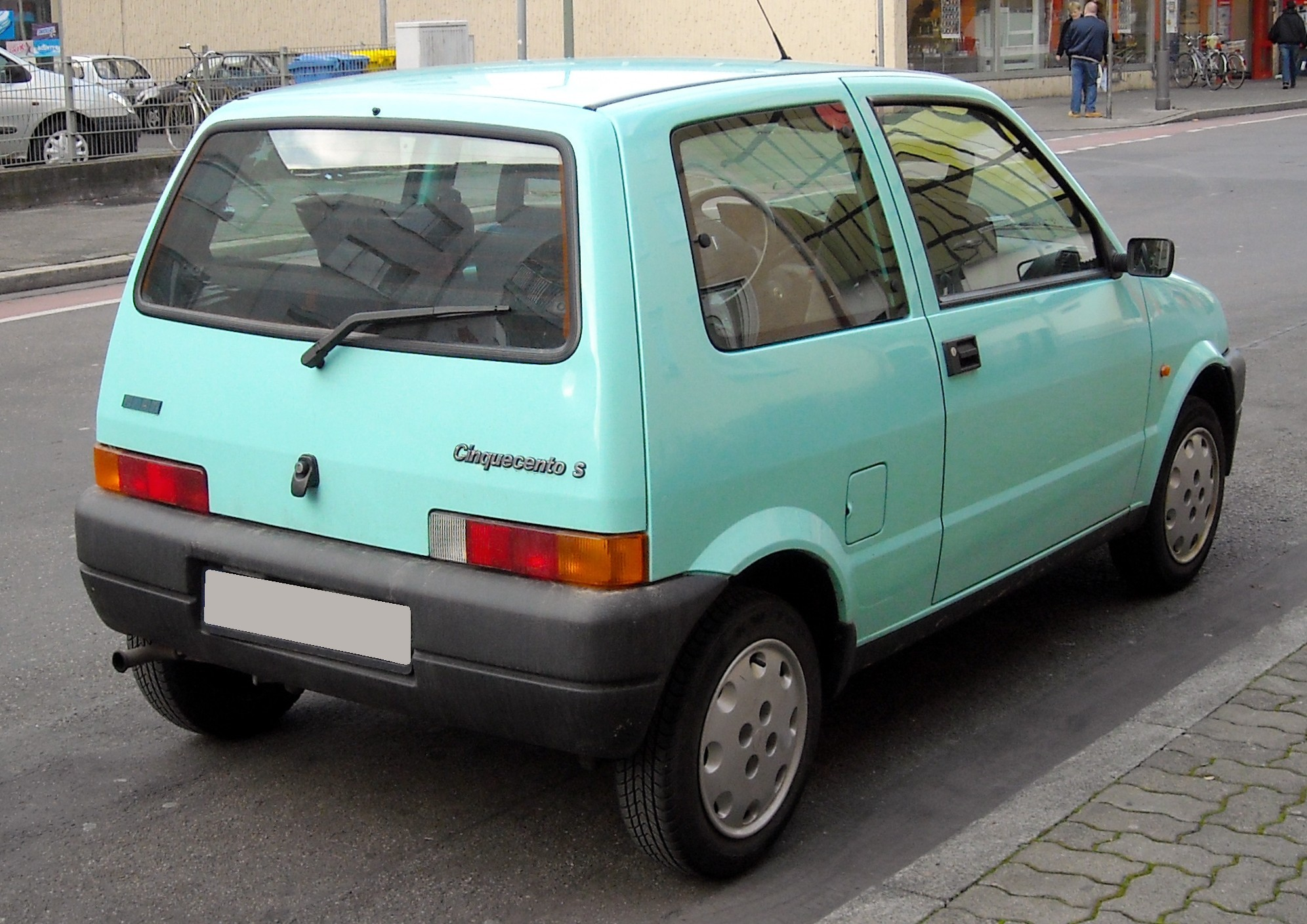
Fiat Cinqucento S – tył

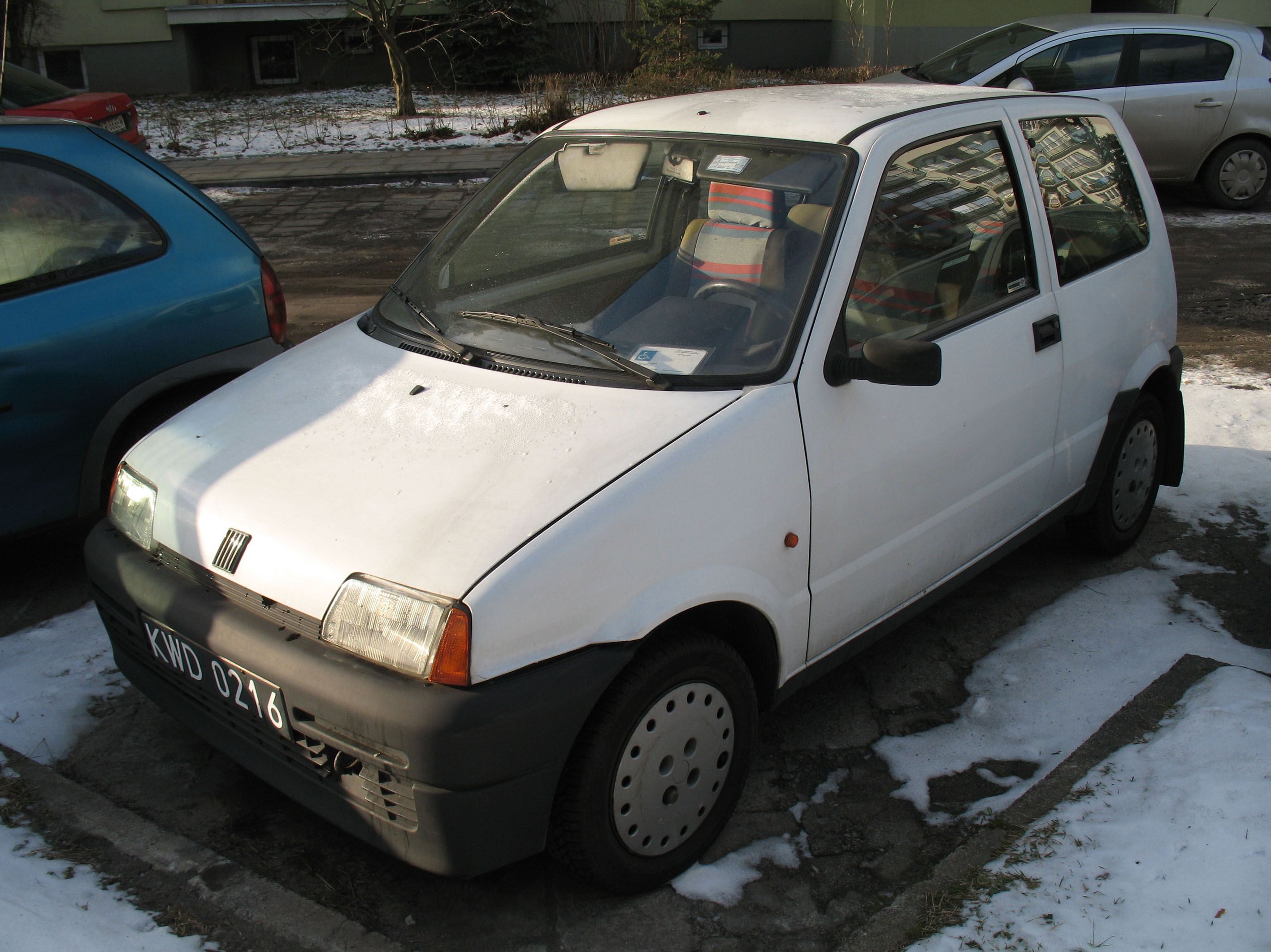
FSM Cinquecento z początkowego okresu produkcji

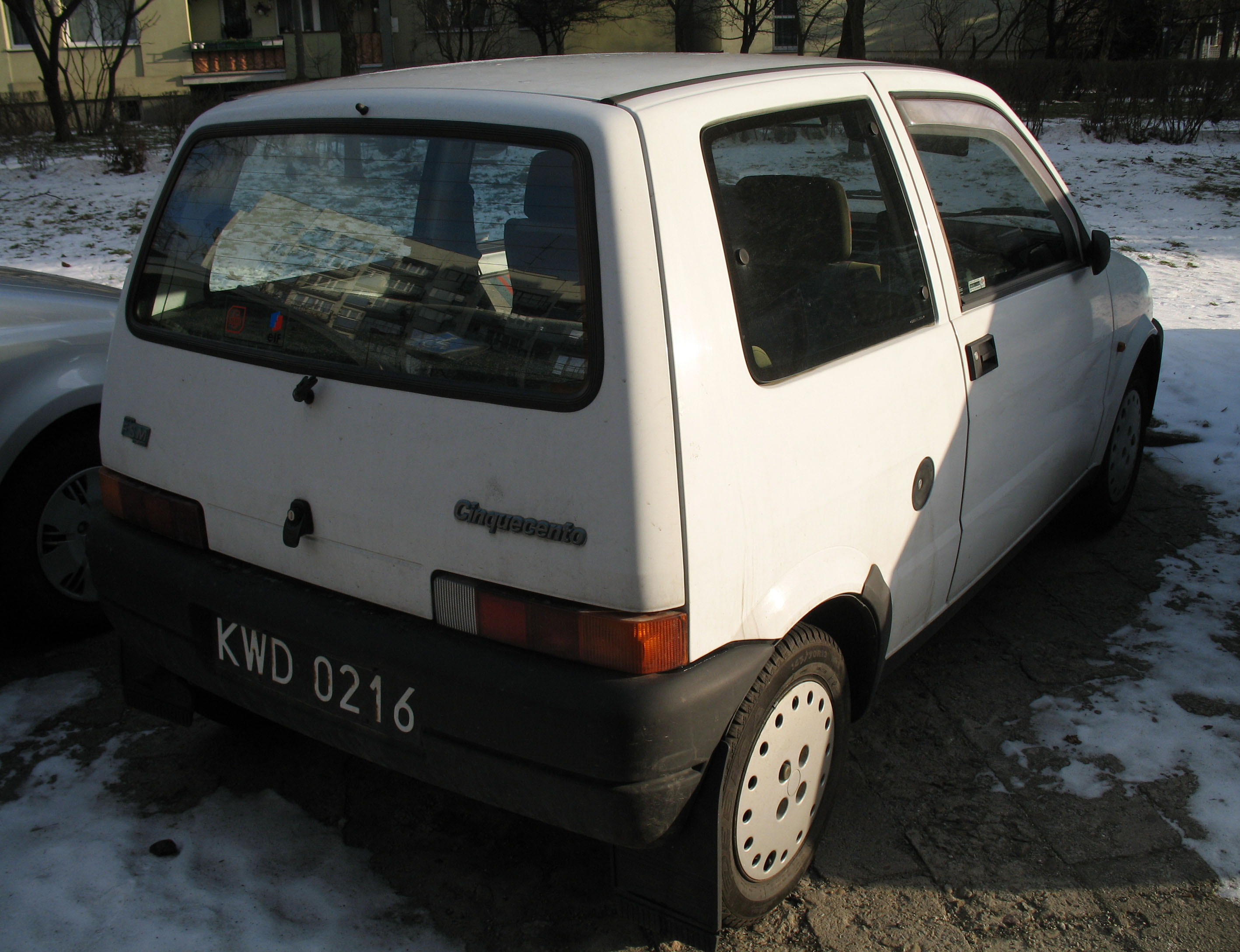
FSM Cinquecento z początkowego okresu produkcji – tył

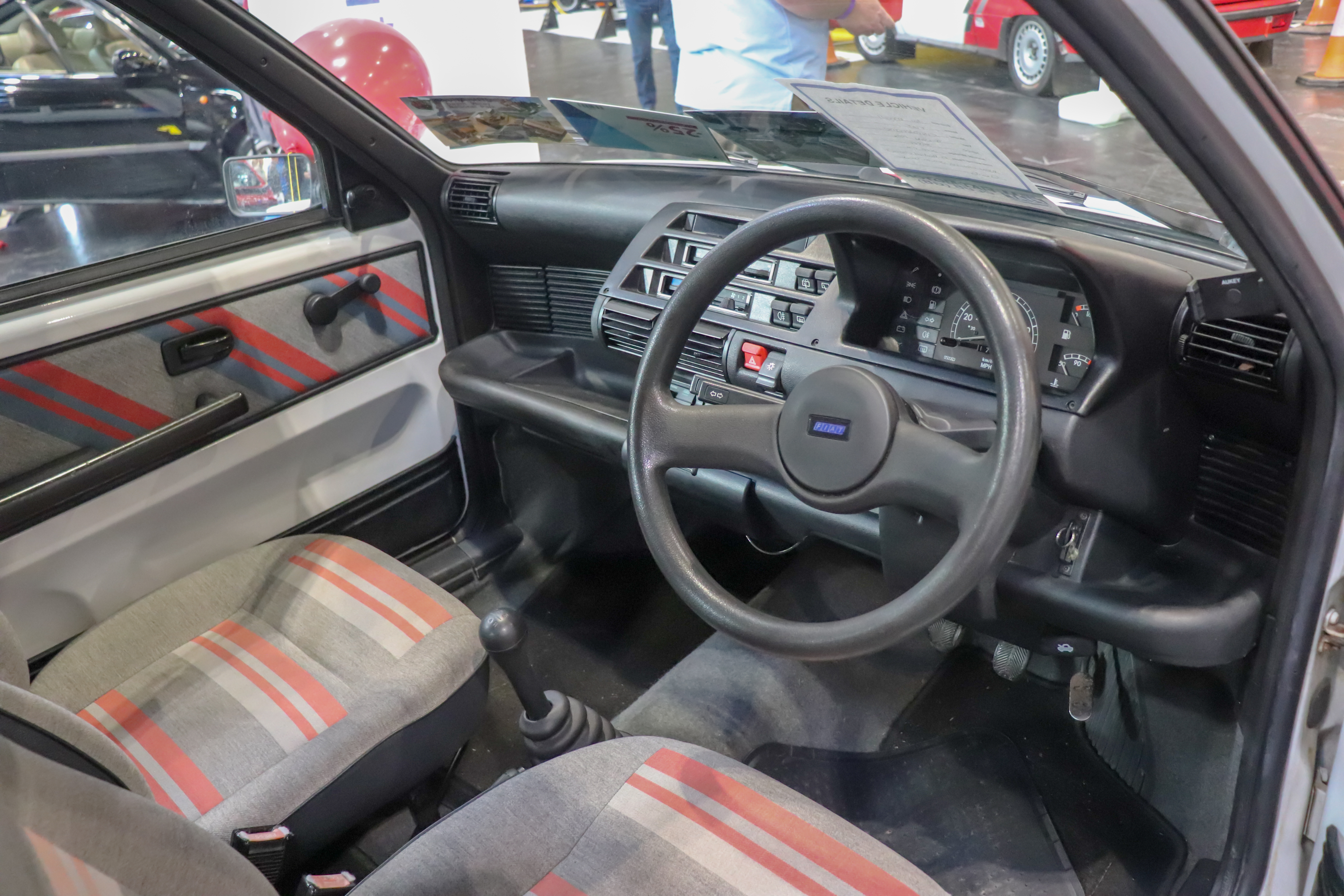
Kokpit Fiata Cinquecento (wersja dla ruchu lewostronnego)

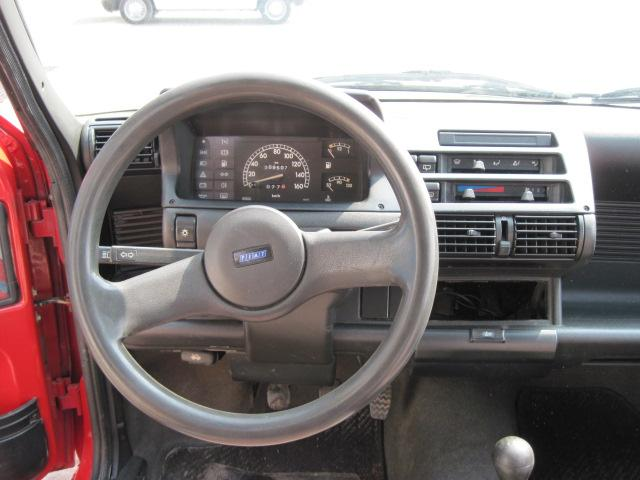
Deska rozdzielcza Fiata Cinquecento 700

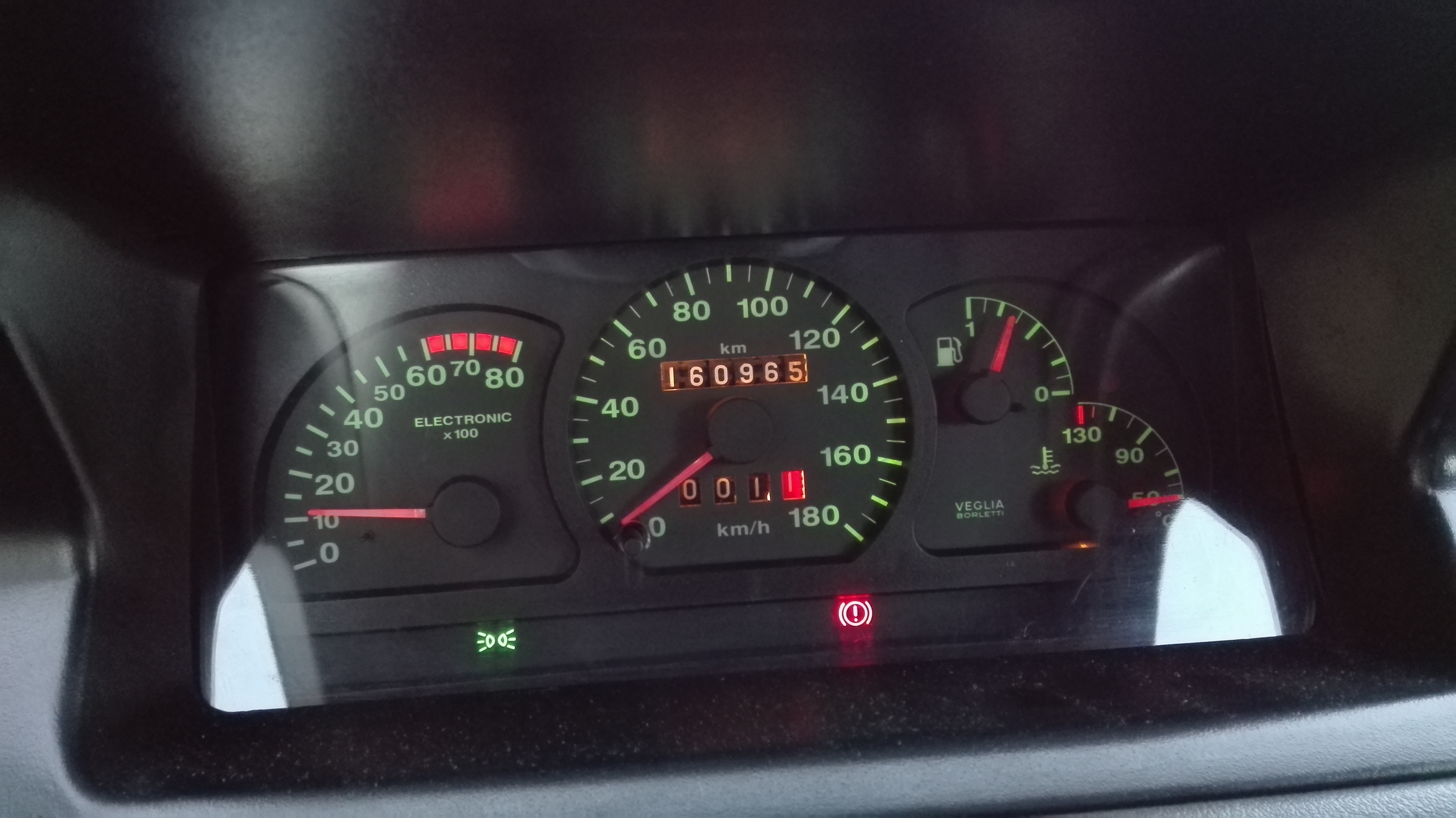
Tablica zegarów Fiata Cinquecento Sporting

Był to pierwszy samochód osobowy Fiata, którego produkcja odbywała się wyłącznie w polskiej fabryce w Tychach. Został wprowadzony na rynek jako następca modelu 126. Nadwozie zaprojektowane zostało w Centro Stile Fiat, kierownikiem projektu był Ermanno Cressoni.
Cinquecento dostępny był wyłącznie jako 3-drzwiowy hatchback o kanciastym dwubryłowym nadwoziu. Współczynnik oporu aerodynamicznego nadwozia wynosił 0,33. W porównaniu z wcześniejszymi modelami Fiata z tego segmentu, pojazd wyposażono w kilka nowszych rozwiązań: niezależne przednie zawieszenie z kolumnami McPhersona i tylne zawieszenie z wahaczami ze sprężynami śrubowymi podobne do zastosowanego w Fiacie Tipo, hamulce tarczowe na osi przedniej, wzmocnione słupki boczne nadwozia oraz strefy zgniotu i ocynkowane nadwozie. Kierowanie pojazdem odbywało się poprzez zębatkowy układ kierowniczy, mimo to niedostępne było nawet w wyposażeniu dodatkowym wspomaganie kierownicy. Samochód mógł zostać opcjonalnie doposażony m.in. w: centralny zamek, immobilizer, autoalarm, elektrycznie sterowane szyby, szyberdach (lub nawet zdejmowany brezentowy dach w wersji Soleil) oraz układ klimatyzacji (wersja Suite).

### Geneza
W latach 80. XX wieku najmniejszym samochodem w ofercie koncernu FIAT był model 126, którego produkcja rozpoczęła się w 1972 roku, a koncepcja pojazdu sięgała lat 50. i wywodziła się z modelu 500. Konstrukcja Fiata 126 odbiegała pod względem zastosowanych rozwiązań od ówczesnych standardów, z tego powodu rozpoczęto prace nad jego następcą o oznaczeniu X1/79. Nowe auto zasadniczo różniło się od poprzednika. Miało nowoczesne 3-drzwiowe nadwozie typu hatchback oraz umieszczony z przodu silnik chłodzony cieczą. W 1985 roku opracowano prototypy nazwane Topolino, które zbliżone były do modelu seryjnego. W Polsce już w drugiej połowie lat 70. rozpoczęto negocjacje z Fiatem, które dotyczyły zakupu licencji nowego modelu, mającego stopniowo zastępować starzejącego się „Malucha”. Umowa została podpisana 18 czerwca 1979 roku i przewidywała rozpoczęcie montażu, a później produkcji Fiata Panda w FSM. Z powodu niestabilnej sytuacji politycznej i ekonomicznej w Polsce na początku lat 80. umowa ta została zawieszona na 3 lata. Po tym okresie powrócono do rozmów z Fiatem i rozpoczęto prace nad Beskidem 106, który zostałby wprowadzony do produkcji w przypadku niepowodzenia rozmów z włoskim koncernem. Ostatecznie umowę przewidującą rozpoczęcie produkcji nowego modelu X1/79 w FSM zawarto 9 września 1987 roku. Według planów strony polskiej oprócz Cinquecento produkowany miał być również polski samochód o konstrukcji pochodnej od włoskiego auta. W 1988 roku wykonano makietę Beskida 1760 o długości 3,48 m. W grudniu 1988 roku za sprawą ministra przemysłu Mieczysława Wilczka, pojawił się pomysł połączenia FSM i FSO oraz produkcji tego modelu w obydwu zakładach. Zbudowano wówczas kolejne makiety pochodnych aut zunifikowanych z konstrukcją Cinquecento – 3-drzwiowego hatchbacka o oznaczeniu Beskid 1702 i 5-drzwiowego Beskida 1703, który miał być produkowany w FSO. W późniejszym czasie zbudowano jeżdżący prototyp modelu 1703 jednak z nadwoziem 4-drzwiowym.

### Historia
Fiat Cinquecento początkowo produkowany był przez Fabrykę Samochodów Małolitrażowych w Tychach na licencji włoskiego Fiata. Po raz pierwszy został zaprezentowany 9 grudnia 1991 roku w Rzymie, natomiast premiera w Polsce odbyła się tydzień później w Warszawie w hotelu Victoria, zaś do sprzedaży trafił wiosną 1992 roku. Produkcję rozpoczęto jednak już w czerwcu 1991 roku. Cinquecento było w założeniach następcą Fiata 126p. Jego wejście na rynek spowodowało jednak jedynie zaprzestanie produkcji Fiata 126 BIS, zaprzestanie produkcji Fiata 126p w Tychach i pozostawienie jej wyłącznie w Bielsku-Białej. Oba modele produkowane były równolegle.
28 maja 1992 roku nastąpiło zawarcie umowy pomiędzy Skarbem Państwa RP, Fabryką Samochodów Małolitrażowych S.A. (FSM) i Fiatem Auto S.p.A o zawiązaniu trzech włosko-polskich spółek akcyjnych, w tym Fiat Auto Poland. Od tego momentu, nazwa modelu została zmieniona z FSM Cinquecento na Fiat Cinquecento. Model ten (w Polsce początkowo pod marką FSM), swoją nazwę zawdzięczał modelowi Fiat 500 z roku 1957.
Od kwietnia 1993 roku samochód mógł zostać doposażony w układ klimatyzacji (tylko silnik 900), do listy wyposażenia dodatkowego wprowadzono także dzieloną kanapę tylną, elektrycznie sterowane szyby oraz centralny zamek. W maju tego samego roku nieznacznie zmniejszono objętość skokową silnika 900 (z 903 do 899 cm³). W grudniu 1993 roku przeprowadzono drobny facelifting, zmiany objęły głównie wnętrze samochodu, najbardziej widoczne było odświeżenie wyglądu zestawu wskaźników. W 1993 roku model Cinquecento zajął drugie miejsce w konkursie European Car of the Year 1993. Do końca 1993 roku Cinquecento było sprzedawane w Polsce pod marką FSM. W październiku 1994 roku wprowadzono do oferty wersję Sporting 1100.
W lutym 1995 roku fabrykę opuścił Cinquecento z numerem 500 000. 1 lipca 1995 roku ze względu na niespełnianie już normy emisji spalin zaprzestano produkcji odmian bez katalizatora spalin. Latem tego samego roku przeprowadzono delikatny facelifting. Od tamtej pory dostępnych było pięć wersji wyposażenia: ED, S, Suite, SX oraz Sporting. Wariant SX cechował się m.in. zderzakami lakierowanymi pod kolor nadwozia, elektrycznie sterowanymi szybami w drzwiach przednich, centralnym zamkiem i szyberdachem.
Dla rocznika 1996 wprowadzono jako wyposażenie opcjonalne pirotechniczne napinacze pasów bezpieczeństwa oraz poduszkę powietrzną dla kierowcy. W maju tego samego roku wprowadzono zubożoną wersję Young oraz wariant Soleil z elektrycznie odsuwanym brezentowym dachem. We wrześniu wprowadzono w miejsce Cinquecento 899 S model 899 Happy. W styczniu 1997 roku wycofano z produkcji wersję 700 ED. W maju 1997 podczas targów motoryzacyjnych Barcelona Show zaprezentowano wersję Cinquecento Van przeznaczoną na rynek polski i hiszpański. 16 lipca 1997 roku fabrykę opuścił milionowy egzemplarz Cinquecento. W marcu 1998 roku zaprzestano produkcji wersji 900 i 1100, do września tego samego roku produkowano jedynie odmianę 700 na rynek krajowy, wtedy też zakończono produkcję modelu Cinquecento. Do tego czasu powstało 1 164 525 egzemplarzy modelu Cinquecento, z czego ponad 863 tysiące wyeksportowano. W tym samym roku wprowadzono do produkcji następcę, model Seicento. Przez kilka miesięcy oba pojazdy produkowane były jednocześnie. W 1997 roku, kiedy sprzedano 54 467 sztuk, Cinquecento stał się najchętniej wybieranym samochodem w Polsce. Rok później z wynikiem 20 380 egzemplarzy zajął 9. miejsce.
Trzykrotnie przeprowadzono akcje serwisowe: w listopadzie 1997 roku – dotyczyła możliwej awarii układu wspomagania hamulców, w lutym 1998 roku – wada kolumny kierowniczej oraz już po zakończeniu produkcji, w październiku 1999 roku – korodujący zbiornik paliwa.

## Poziom produkcji
Źródło:
| Rok  | Produkcja |
| ---- | --------- |
| 1991 | 6020      |
| 1992 | 83 299    |
| 1993 | 192 294   |
| 1994 | 188 973   |
| 1995 | 204 508   |
| 1996 | 205 296   |
| 1997 | 203 589   |
| 1998 | 80 546    |

## Wersje silnikowe
Fiat Cinquecento w przeciwieństwie do modelu 126 był pojazdem przednionapędowym. Silnik montowany był nad osią przednią wzdłużnie (700) lub poprzecznie (większe jednostki). Sprawiało to, że Cinquecento był jednym z niewielu pojazdów dostępnych jednocześnie w dwóch różnych konfiguracjach montażu silnika względem osi pojazdu.

### 700

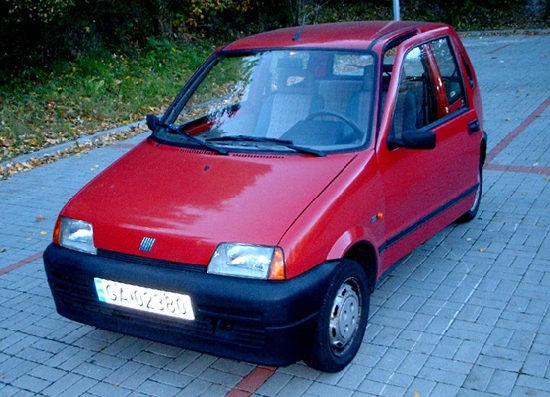
Fiat Cinquecento ED

Najmniejsza jednostka napędowa, montowana z przeznaczeniem na rynek polski, to silnik R2 170A.000 OHV o pojemności 704 cm³, przejęty z samochodu Fiat 126 BIS. Charakteryzował się on kadłubem i głowicą wykonaną ze stopów aluminium i żeliwnym wałem korbowym z przeciwciężarami podpartym na dwóch łożyskach głównych. Rozrząd obsługiwany był poprzez łańcuch. Generował on moc maksymalną 31 KM lub 30 KM (wersja z katalizatorem). By motor mógł napędzać przednionapędowe Cinquecento, poddano go kilku modyfikacjom. Najistotniejszą było odwrócenie kierunku obrotu wału korbowego wokół własnej osi. Został on umieszczony poziomo w pozycji leżącej. Jednostkę tę łączono wyłącznie z 4-biegową skrzynią biegów. Prędkość maksymalna wynosiła około 127 km/h, średnie zużycie paliwa na 100 km natomiast około 6 l. Za zasilanie silnika w paliwo odpowiadał mechaniczny gaźnik FOS lub Weber (wersja 31 KM) lub elektroniczny gaźnik Aisan (30 KM). Słabsza wersja wyposażona była także w katalizator spalin, oferowana zaś była od października 1992 roku. Oznaczenie ED stosowane przy tym silniku było skrótem od Economy Drive. Silnik, jak i skrzynia biegów produkowane były w fabryce w Bielsku-Białej.

### 900

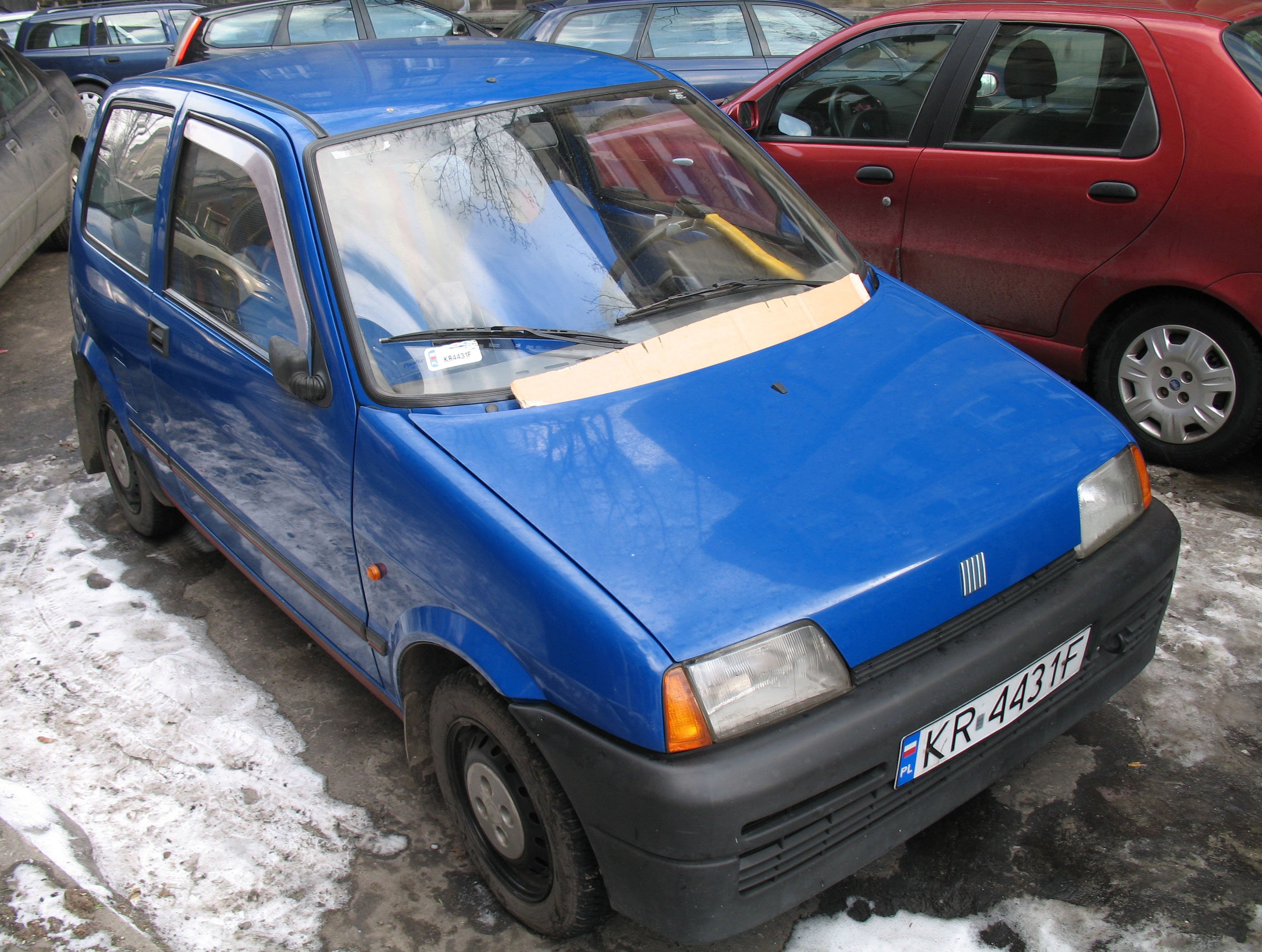
Fiat Cinquecento Happy

Mocniejszą alternatywą była jednostka R4 170A1.000 OHV o pojemności 903 cm³ i mocy maksymalnej 39-41 KM. Silnik zasilany mógł być poprzez gaźnik Weber (tylko rynek krajowy, od października 1991) bądź jednopunktowy wtrysk paliwa. Było to bazowe źródło napędu dla samochodu na większości rynków zbytu. Wersja z wtryskiem wyposażona była także w katalizator spalin.
W celu lepszego dopasowania do taryf ubezpieczeniowych i podatkowych w maju 1993 roku zaczęto montować silnik o pojemności 899 cm³. Zmniejszenie objętości skokowej uzyskano poprzez nieznaczne skrócenie skoku tłoka (z 68 do 67,7 mm). Uzyskano to przez zastosowanie wału korbowego o nieznacznie mniejszym promieniu wykorbienia, reszta podzespołów pozostała ta sama. Początkowo silniki te pochodziły z włoskich i jugosłowiańskich fabryk, od 1995 roku produkowane były w Polsce.
Silniki 900 były jednostkami typu R4 o rozrządzie OHV napędzanym poprzez łańcuch. Umieszczane były w pozycji pionowej nad przednią osią, poprzecznie do głównej osi pojazdu. Motor charakteryzował się żeliwnym kadłubem oraz głowicą wykonaną ze stopów aluminium. Układ rozrządu wyposażony był w popychacze hydrauliczne samoczynnie kasujące luzy zaworów, regulacja odbywała się automatycznie podczas pracy silnika. Silnik był starszą konstrukcją, pochodzącą jeszcze z modelu 127; charakteryzował się żeliwnym wałem korbowym podpartym na trzech łożyskach głównych, cechowała go duża niezawodność i zwarta budowa.

### 1.1FIRE(Sporting)

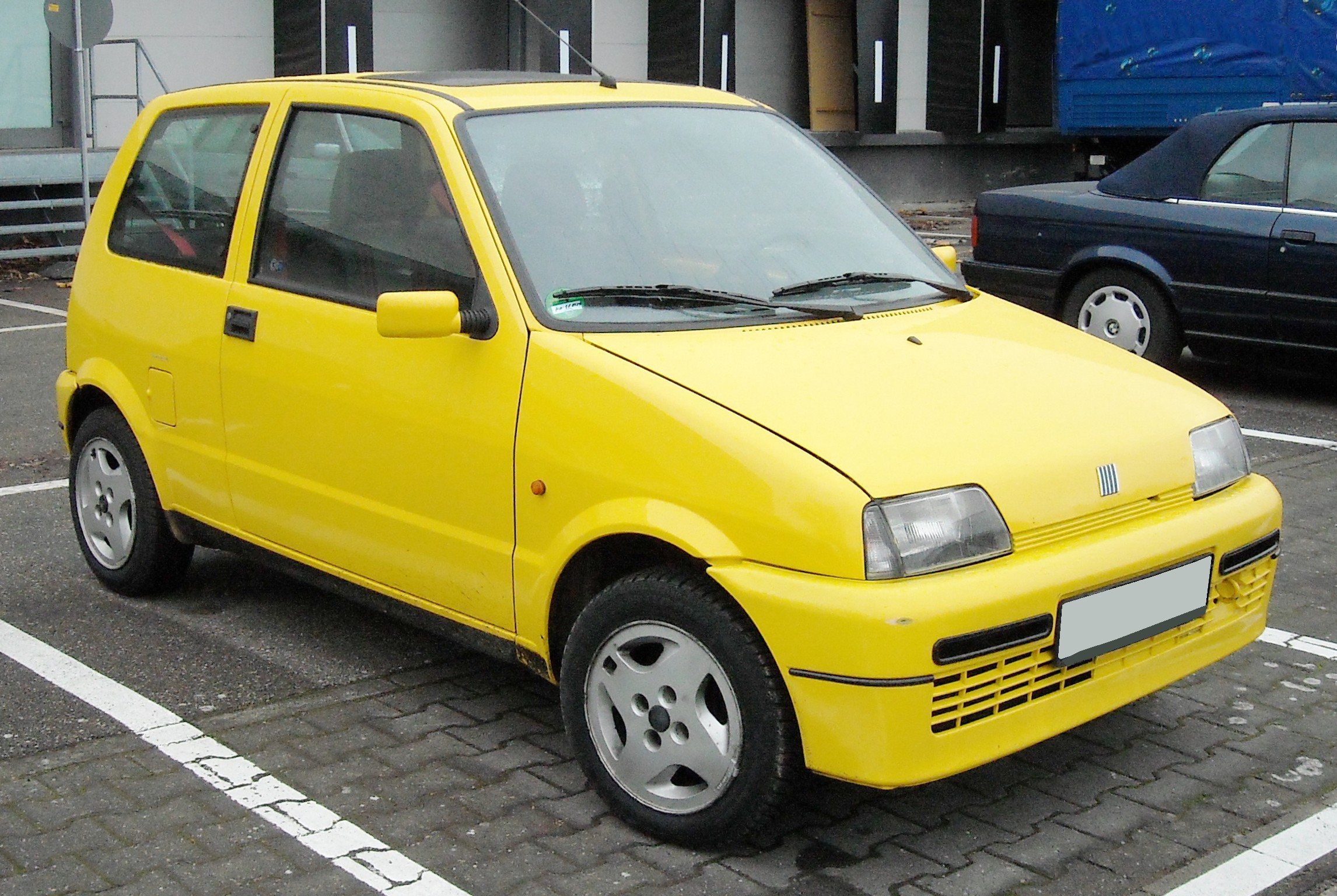
Fiat Cinquecento Sporting

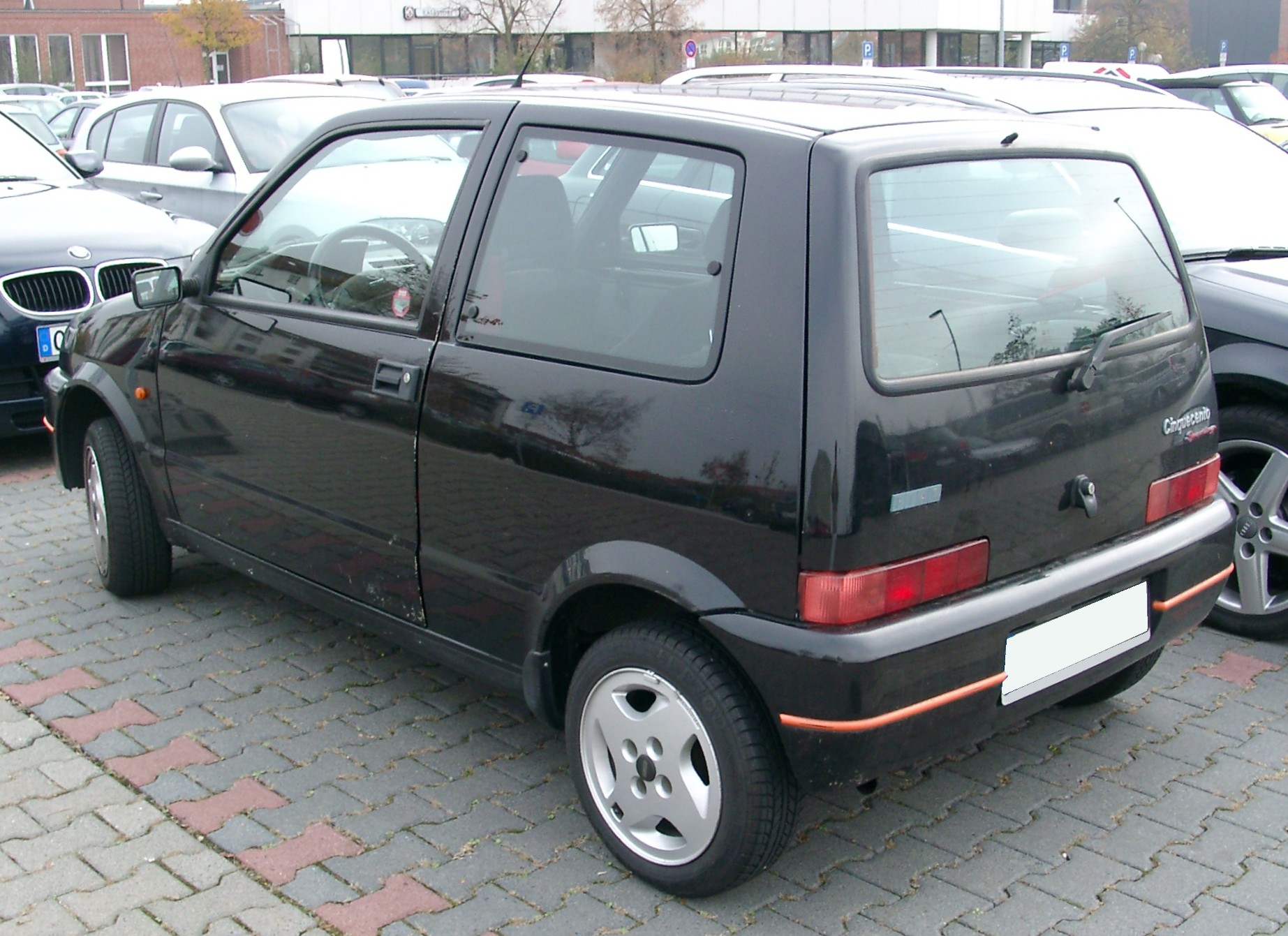
Fiat Cinquecento Sporting

W październiku 1994 roku wprowadzono wersję Cinquecento Sporting wyposażoną w silnik R4 1108 cm³ SOHC FIRE o mocy maksymalnej 54 KM (40 kW) przy 5500 obr./min pochodzący z Fiata Punto 55, zblokowany ze skrzynią biegów o krótkich przełożeniach. Oprócz tego pojazd wyróżniał się obniżonym o 20 mm i utwardzonym zawieszeniem, stabilizatorem poprzecznym w zawieszeniu przednim, 13-calowymi felgami ze stopów lekkich z szerszym ogumieniem oraz lakierowanymi pod kolor nadwozia zderzakami i lusterkami bocznymi. Wewnątrz zastosowano sportowe fotele, czerwone pasy bezpieczeństwa i skórzane koło kierownicy oraz mieszek lewarka skrzyni biegów. Oprócz tego do tablicy zegarów dodano obrotomierz. Pojazd dostępny był w pięciu kolorach nadwozia: czerwonym, żółtym, niebieskim, czarnym i srebrnym.
Silnik montowany był poprzecznie do osi głównej pojazdu nad osią przednią. Zastosowano w nim żeliwny kadłub oraz głowicę odlewaną ze stopów aluminium. Rozrząd napędzany był za pośrednictwem paska zębatego i jednego wałka znajdującego się w głowicy (OHC). Żeliwny wał korbowy podparty został w pięciu łożyskach głównych.
Wersja Sporting stała się bazą do konstrukcji wersji rajdowych oraz A-grupowych Kit-Carów.

### Elettra
W latach 1992–1996 FIAT produkował odmianę modelu Cinquecento z silnikiem elektrycznym o nazwie Elettra. Samochód wyposażony był w silnik elektryczny prądu stałego o mocy do 9,2 kW/12,5 KM przy 2500 obr./min, moment obrotowy wynosił 35 Nm. Pojazd dostępny był w dwóch wariantach, z bateriami ołowianymi lub niklowo-kadmowymi. Wersja z bateriami ołowiano-żelowymi miała masę własną 1110 kg i zasięg w mieście do 70 km, poza miastem do 100 km przy prędkości średniej 50 km/h, żywotność baterii wynosiła 600 cykli ładowania. Drugi wariant zapewniał 3-krotnie większą trwałość, masa własna pojazdu wynosiła 1020 kg, a zasięg wzrastał do 100 km w mieście i 150 km poza nim. Cinquecento Elettra wykorzystywał dwa zestawy akumulatorów, jeden pod maską silnika, drugi pod tylną kanapą – w miejscu zbiornika paliwa. Pojazdem mogły podróżować dwie osoby. Powstało ponad 100 egzemplarzy elektrycznej wersji Cinquecento.

## Abarth

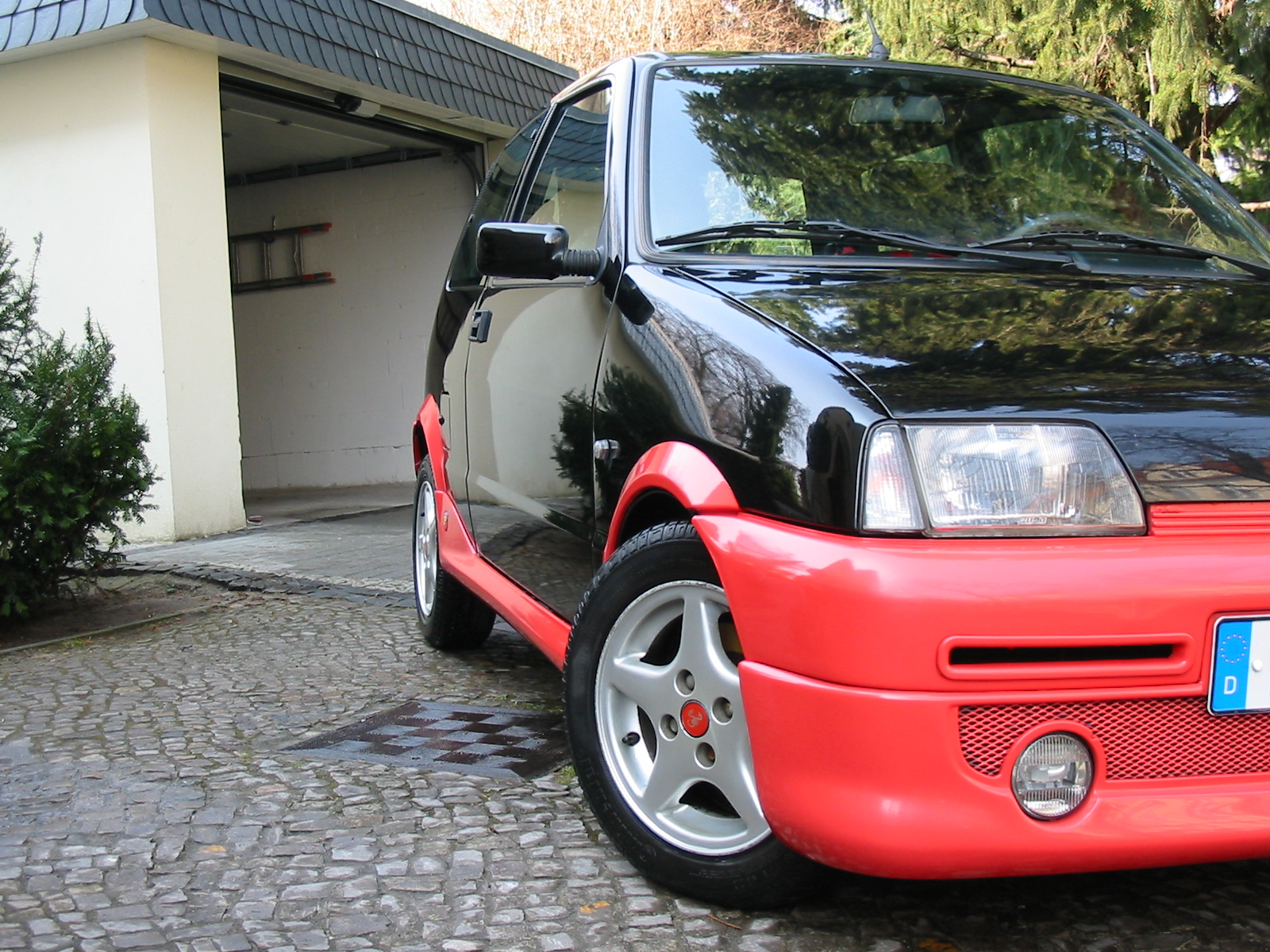
Cinquecento Abarth

Wersja Abarth bazowała na modelu Cinquecento Sporting. Do napędu użyto tego samego silnika, zmiany objęły wyłącznie wygląd pojazdu. Zastosowano zderzaki przednie i tylne z dokładkami, boczne progi, tylny spoiler z wbudowanym trzecim światłem stop oraz przednie światła przeciwmgłowe. W standardowym wyposażeniu znajdowały się: zestaw audio, immobiliser, centralny zamek, elektrycznie sterowane szyby, 5-ramienne felgi Speedline o średnicy 13 cali ze stopów lekkich oraz wnętrze o sportowym wystroju. Za dopłatą samochód można było doposażyć w poduszkę powietrzną kierowcy, napinacze pasów bezpieczeństwa oraz szklany dach. Prędkość maksymalna wynosiła 150 km/h, tak jak w przypadku wersji Sporting. Cena na rynku brytyjskim na początku roku 1997 wynosiła około 7000 funtów szterlingów.

## Giannini
Włoska firma Giannini Automobili oferowała pakiet podnoszący osiągi oraz zmieniający wygląd modelu Cinquecento. Nosił on nazwę Cinquecento Corsa.

## Dane techniczne

### Wymiary
- Długość/szerokość/wysokość: 3227/1487/1435 mm[35]
- Masa własna:
  - 700: 675[35] – 690[36] kg
  - 900: 700[35] – 750[36] kg
  - Sporting: 715[12] – 750[36] kg
- Dopuszczalna ładowność[36]:
  - 700: 400 kg
  - 900: 400 – 440 kg
  - Sporting: 400 – 415 kg

### Silniki
- R2 o poj. 704 cm³, 23 kW/31 KM przy 5000 obr./min, 52 Nm przy 3000 obr./min, z gaźnikami FOS lub Weber
- R2 o poj. 704 cm³ young, 22 kW/30 KM przy 5000 obr./min, 47 Nm przy 2750 obr./min, z elektrycznym gaźnikiem Aisan i katalizatorem (zubożona wersja, na rynku od 1996 roku, na rynki zachodnie Young był eksportowany z silnikiem 899 cm³)
- R4 o poj. 903 cm³, 30 kW/41 KM przy 5500 obr./min, 65 Nm przy 3000 obr./min, gaźnik Weber (do 1994)
- R4 o poj. 903 cm³, 29 kW/40 KM przy 5500 obr./min, 65 Nm przy 3000 obr./min, wtrysk jednopunktowy
- R4 o poj. 899 cm³, 30 kW/41 KM przy 5500 obr./min, 65 Nm przy 3000 obr./min, gaźnik Weber (do 1995)
- R4 o poj. 899 cm³, 29 kW/40 KM przy 5500 obr./min, 65 Nm przy 3000 obr./min, wtrysk jednopunktowy
- R4 o poj. 1108 cm³, 40 kW/55 KM przy 5500 obr./min, 86 Nm przy 3250 obr./min, wtrysk jednopunktowy (od 1994 roku, jedynie w wersji Sporting produkowanej tylko w pięciu kolorach: żółtym, czerwonym, srebrnym, niebieskim i czarnym)

Dane techniczne
| Wersja             | Silnik:                                                   | Układ zasilania:                            | Średnica × skok tłoka: | Stopień sprężania: | Moc maksymalna:                    | Maks. moment obrotowy     | 0–100 km/h:        | V-max:             | Zużycie paliwa na 100 km: |
| Silniki benzynowe: | Silniki benzynowe:                                        | Silniki benzynowe:                          | Silniki benzynowe:     | Silniki benzynowe: | Silniki benzynowe:                 | Silniki benzynowe:        | Silniki benzynowe: | Silniki benzynowe: | Silniki benzynowe:        |
| ------------------ | --------------------------------------------------------- | ------------------------------------------- | ---------------------- | ------------------ | ---------------------------------- | ------------------------- | ------------------ | ------------------ | ------------------------- |
| 700                | R2 170A.000 0,7 l (704 cm³), 2 zawory na cylinder, OHV    | gaźnik FOS 30S2HX lub Weber 30 DGF 7/750    | 80 × 70 mm             | 9:1                | 31 KM (23 kW) przy 5000 obr./min   | 52 N·m przy 3000 obr./min | 28 s               | 127 km/h           | 4,3 l/-/6,1 l             |
| 700 ED             | R2 170A.046 0,7 l (704 cm³), 2 zawory na cylinder, OHV    | gaźnik Aisan                                | 80 × 70 mm             | 8,85:1             | 30 KM (22 kW) przy 5000 obr./min   | 47 N·m przy 2750 obr./min | 30 s               | 126 km/h           | 4,6 l/-/6,5 l             |
| 900                | R4 170A1.000 0,9 l (903 cm³), 2 zawory na cylinder, OHV   | gaźnik Weber 32 TLF 32/250                  | 65 × 68 mm             | 9:1                | 41 KM (30 kW) przy 5500 obr./min   | 65 N·m przy 3000 obr./min | 18 s               | 140 km/h           | 4,8 l/6,4 l/6,6 l         |
| 900 i.e.           | R4 170A1.046 0,9 l (903 cm³), 2 zawory na cylinder, OHV   | wtrysk jednopunktowy Marelli-Weber IAW 06F  | 65 × 68 mm             | 8,8:1              | 39 KM (29 kW) przy 5500 obr./min   | 65 N·m przy 3000 obr./min | 18 s               | 140 km/h           | 4,7 l/6,3 l/6,7 l         |
| 900                | R4 1170A1.000 0,9 l (899 cm³), 2 zawory na cylinder, OHV  | gaźnik Weber 32 TLF 32/250                  | 65 × 67,7 mm           | 9:1                | 39 KM (29 kW) przy 5500 obr./min   | 65 N·m przy 3000 obr./min | 18 s               | 140 km/h           | 4,8 l/6,4 l/6,6 l         |
| 900 i.e.           | R4 1170A1.046 0,9 l (899 cm³), 2 zawory na cylinder, OHV  | wtrysk jednopunktowy Marelli-Weber IAW 06F  | 65 × 67,7 mm           | 8,8:1              | 39 KM (29 kW) przy 5500 obr./min   | 65 N·m przy 3000 obr./min | 18 s               | 140 km/h           | 4,7 l/6,3 l/6,7 l         |
| 1.1 Sporting       | R4 176B2.000 1,1 l (1108 cm³), 2 zawory na cylinder, SOHC | wtrysk jednopunktowy Marelli-Weber 30 MM 20 | 70 × 72 mm             | 9,6:1              | 55 KM (40,5 kW) przy 5500 obr./min | 86 N·m przy 3250 obr./min | 13,8 s             | 150 km/h           | 4,7 l/6,3 l/7,5 l         |

Źródła:

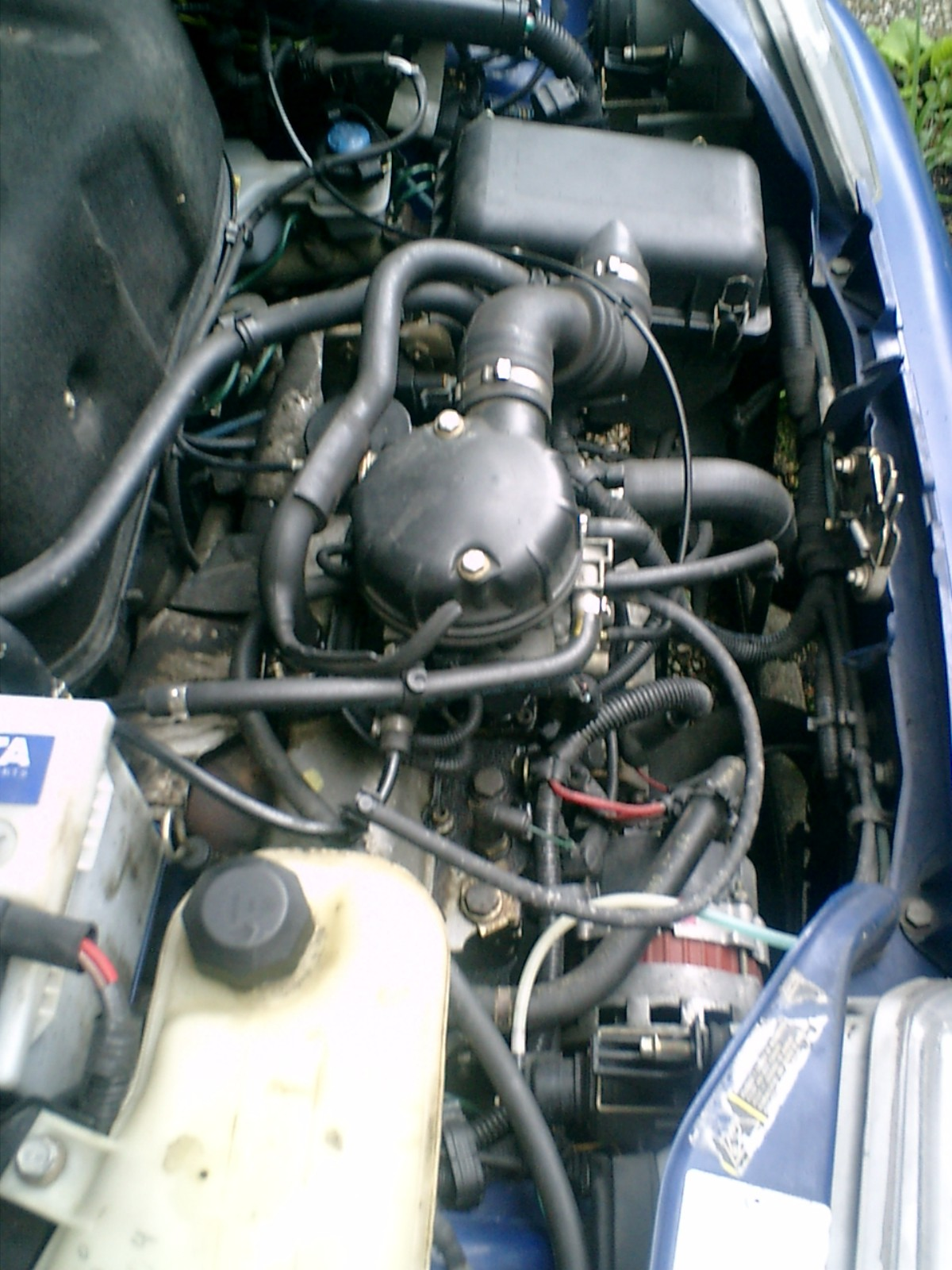
Komora silnikowa – silnik 899

- Paliwo: benzyna bezołowiowa LO min. 95 (wtrysk) lub etylina 94 (gaźnik)
- Filtr powietrza: suchy z wkładem wymiennym papierowym
- Pompa paliwowa: z napędem mechanicznym, membranowa
- Układ chłodzenia zamknięty, płyn chłodniczy
- Zapłon elektroniczny
- Kolejność zapłonu:
  - Silnik 700: 1-2
  - Silnik 900/1100: 1-3-4-2

### Układ przeniesienia napędu
Źródła:
- Sprzęgło: suche, jednotarczowe, sterowane mechanicznie linką
- Przełożenie przekładni głównej:
  - Silnik 700: 9/39
  - Silnik 900: 14/57
  - Silnik 1100: 15/58
- Przełożenia skrzyni biegów:
  - 4-biegowa silnik 700: I – 3,25, II – 2,05, III – 1,312, IV – 0,872, R – 4,024
  - 4-biegowa silnik 900: I – 3,909, II – 2,056, III – 1,344, IV – 0,978, R – 3,727
  - 5-biegowa silnik 900: I – 3,25, II – 2,05, III – 1,312, IV – 0,872, V – 0,837 (0,78 od sierpnia 1994) R – 3,727
  - 5-biegowa silnik 1100: I – 3,909, II – 2,157, III – 1,480, IV – 1,121, V – 0,829 R – 3,818
- Oś napędzana: przednia, dwie półosie z przegubami homokinetycznymi

### Układ zawieszenia i hamulcowy
Źródła:
- Zawieszenie przód: wahacze, zwrotnice, kolumny McPhersona ze sprężynami śrubowymi, w pełni niezależne
- Zawieszenie tył: wahacze skośne, sprężyny śrubowe i amortyzatory hydrauliczne, w pełni niezależne
- Opony:
  - Silnik 700: 135/70 R13 lub 145/70 R13
  - Silnik 900: 145/70 R13 lub 155/65 R13
  - Silnik 1100: 155/65 R13 lub 165/55 R13
- Układ hamulcowy: dwuobwodowy, układ główny sterowany hydraulicznie, ze wspomaganiem podciśnieniowym
  - Hamulce przód: tarczowe, średnica tarcz 240 mm, zaciski pływające z jednym tłokiem
  - Hamulce tył: bębnowe, średnica bębnów 185,24 – 186,83 mm, samoczynna regulacja luzu szczęk, korektor siły hamowania
  - Hamulec pomocniczy: sterowany mechanicznie działający na koła osi tylnej
- Układ kierowniczy: przekładnia zębatkowa z zębnikiem i listwą zębatą, drążki kierownicze, zwrotnica, kolumna kierownicy dzielona dwuczęściowa

### Pozostałe
Źródła:
- Rozstaw osi: 2200 mm
- Prześwit: 120 mm (700/900)
- Rozstaw kół przednich: 1264 mm
- Rozstaw kół tylnych: 1257 mm
- Pojemność zbiornika paliwa: 35 l (w tym 5 – 7,5 l rezerwy)
- Pojemność układu chłodzenia: 4 – 4,8 l
- Pojemność układu smarowania: 2,25 – 3,75 l
- Minimalny promień skrętu: 4,5 m
- Napięcie instalacji elektrycznej: 12 V
- Pojemność bagażnika: 170 – 810 l
- Maksymalna masa holowanej przyczepy:
  - Bez hamulców: 350 kg
  - Z hamulcami: 400 kg
- Maksymalne obciążenie bagażnika dachowego: 50 kg

## Kolory nadwozia
Pojazd dostępny był w jedenastu wersjach kolorystycznych nadwozia, cztery z nich to lakiery metalizowane.
| Kolor:                | Kod |
| --------------------- | --- |
| Zielony               | 361 |
| Zielony Devon         | 332 |
| Turkusowy             | 346 |
| Szary jasny           | 620 |
| Biały                 | 210 |
| Czarny                | 601 |
| Czerwony racing       | 113 |
| Błękit biarritz       | 447 |
| Bordowy metallic      | 183 |
| Zielony surf metallic | 305 |
| Błękit storm metallic | 433 |

## Prototypy
Z myślą o wystawie w London Design Museum w 1993 roku Fiat przedstawił ośmiu włoskim firmom zajmującym się projektowaniem nadwozi propozycję przedstawienia własnej interpretacji modelu Cinquecento. Firma Zagato stworzyła transporter rowerowy, prawa strona pojazdu została przystosowana do przewożenia roweru. Koncept autorstwa I.DE.A cechował się ergonomicznym wnętrzem z miejscem dla trzech pasażerów. Bertone przedstawił prototyp RUSH z otwartym nadwoziem, Boneschi małą taksówkę, Pininfarina pick-upa, Coggiola małe coupé (Fionda), ITCA mały kabriolet. Ostatecznie na wystawę trafiły trzy pojazdy, Bertone, I.DE.A i Zagato.

### Cinquecento Fionda
W 1992 roku, tuż po uruchomieniu seryjnej produkcji Cinquecento, na targach samochodowych w Turynie przedstawiono kilka prototypów opartych na nowym pojeździe Fiata. Cinquecento Fionda mechanicznie oparty był w całości na Cinquecento, dzielił z nim także całą płytę podłogową. Nowością było futurystyczne nadwozie zaprojektowane przez Sergio Coggiolę. Projekt nigdy nie został wdrożony.

### Cinquecento RUSH
Kolejnym konceptem zaprezentowanym podczas salonu samochodowego w Turynie był oparty na płycie podłogowej i mechanizmach znanych z seryjnego Cinquecento pojazd Cinquecento RUSH. Samochód cechował się otwartym nadwoziem wzorowanym na pojazdach typu buggy zaprojektowanym przez stylistów Bertone. Wewnątrz podróżować mogły dwie osoby. Pojazd nie trafił do produkcji seryjnej.

### Italdesign Lucciola
W 1993 roku przedstawiono pojazd oparty na płycie podłogowej i mechanizmach z Fiata Cinquecento z nadwoziem zaprojektowanym przez studio Italdesign, nosił on nazwę Lucciola. Charakteryzował się mocno zaokrąglonym nadwoziem typu hatchback z rozsuwanym dachem. Lucciola była pojazdem hybrydowym, wysokoprężny silnik R2 konstrukcji Lombardini o pojemności skokowej 0,5 l i mocy maksymalnej 7,5 KM (5,5 kW) wspomagany był przez dwa silniki elektryczne umieszczone przy tylnych kołach o mocy 9,5 KM (7 kW każdy). Samochód był w stanie rozpędzić się do około 100 km/h, zasięg przy użyciu wyłącznie napędu elektrycznego wynosił 50 km. Fiat nie podjął się produkcji seryjnej modelu, kilka lat po zaprezentowaniu został on jednak zakupiony przez firmę Daewoo i posłużył przy projektowaniu Matiza.

## Testy drogowe i odbiór
Samochód chwalono za niskie koszty zakupu i eksploatacji, pozytywnie oceniono także trwałość konstrukcji. Do minusów zaliczono słabe osiągi w przypadku silnika 704 i ubogie wyposażenie w przypadku podstawowych wersji. Dużą awaryjnością w porównaniu z mechanicznym odpowiednikiem cechował się elektroniczny gaźnik Aisan. Cinquecento było przy tym jedynym w miarę nowoczesnym samochodem osobowym produkowanym w Polsce w pierwszej połowie lat 90.
Zmierzona niezależnie prędkość maksymalna dla wersji 700 wynosiła 126 km/h, dla 900 – 138 km/h, 900 i.e. zaś 143 km/h. Prędkościomierz nieznacznie zawyżał faktyczną prędkość pojazdu. W teście przeprowadzonym przez redakcję czasopisma „auto motor i sport” na dystansie 50 000 km osiągnięto średnie zużycie paliwa na poziomie 6,52 l / 100 km; próbie poddano wersję 899. Wersja Sporting Abarth osiągnęła w teście drogowym przeprowadzonym przez redakcję czasopisma AutoItalia Magazine prędkość prawie 170 km/h.
Model kilkukrotnie uwzględniany był w raporcie bezawaryjności TÜV. W 2004 roku zajął: 35. miejsce na 67 możliwych (10- i 11-letnie), 51. na 70 (8- i 9-letnie) oraz 80. na 85 (6- i 7-letnie). W 2005 uplasował się na pozycjach: 33. na 59 możliwych (10- i 11-letnie), 53. na 70 (8- i 9-letnie) oraz 83. na 87 (6- i 7-letnie). W 2006 były to miejsca 42. na 59 (10- i 11-letnie), 70. na 78 (8- i 9-letnie), rok później 39. na 57 (10- i 11-letnie) oraz 71. na 82 (8- i 9-letnie). Ostatni raport z udziałem Cinquecento ukazał się w 2008 roku, pojazd zajął 51. miejsce na 82 możliwe (10- i 11-letnie).
Po ponad 10 latach od zakończenia produkcji Fiat Cinquecento był jednym z najchętniej kupowanych samochodów używanych na polskim rynku.

## Fiat Cinquecento w sporcie

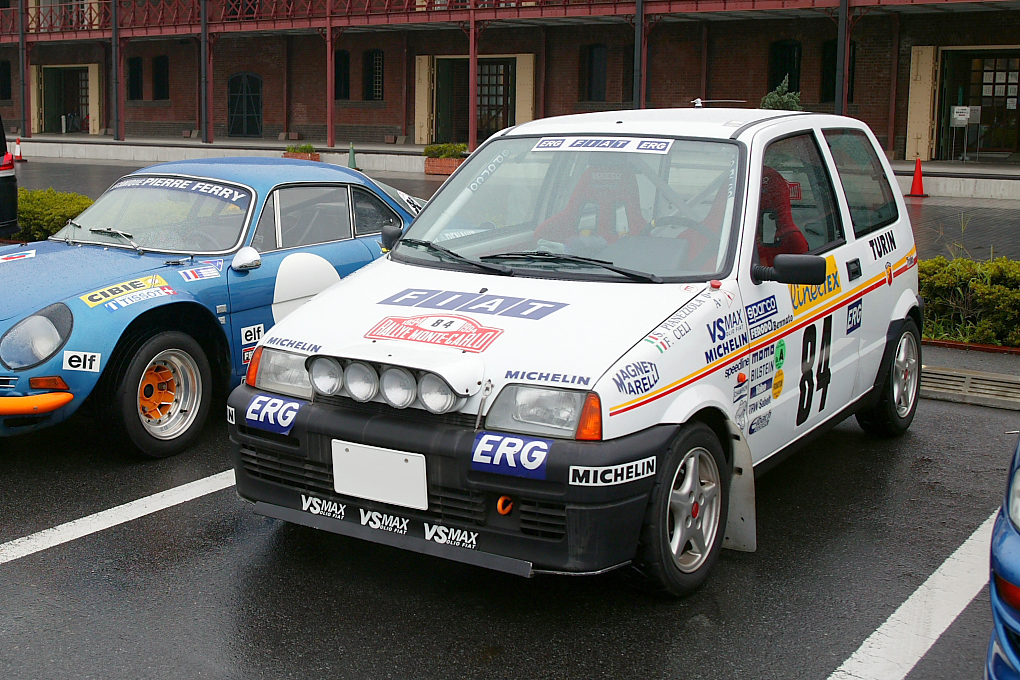
Fiat Cinquecento Trofeo

W roku 1993 Abarth rozpoczął coroczną serię wyścigów dedykowanych modelowi Fiat Cinquecento, nosiła ona nazwę Fiat Cinquecento Trophy. W 1993 roku na Rajdzie Monte Carlo Fiat przedstawił wersję Cinquecento Trofeo. Konstrukcyjnie pojazd opierał się na standardowym Cinquecento 900, zmiany objęły m.in.: układ zawieszenia, wewnątrz zamontowano klatkę bezpieczeństwa, a z przodu zamontowano dodatkowe światła. Pierwsze wersje pojazdu przygotowane przez Fiat Auto Corse osiągały moc maksymalną około 66 KM (49 kW). W następnych latach zespół opracowywał wzmocnioną wersję Cinquecento Sporting, którą wystartował w Rajdowych Mistrzostwach Europy 1996. Samochód osiągał moc około 90 KM (66 kW), zastosowano w nim hamulce z Fiata Uno Turbo. W styczniu 1997 roku 14 pojazdów Grupy A wzięło udział w Rajdzie Monte Carlo. Z silnika 1100 możliwe było uzyskanie ponad 160 KM (118 kW) przy 9500 obr./min.